# Chien Français Blanc et Orange
Il Chien Francais blanc e orange è una razza canina di origine francese e secondo la classificazione cinologica FCI risponde allo standard nr. 316/24.7.1996.
Il Français Blanc et Orange è un cane da muta francese di media-grande taglia.  Ha una stazza asciutta e ben scolpita, e un carattere equilibrato e stabile.

## Origine
Si dice che questi cani siano stati selezionati dall'accoppiamento fra Gascon saintongeois, “Poitevin” e “Foxhound”. A lungo questa razza non assunse caratteri ben fissati, tanto che gli stessi cinofili francesi li definivano “batard”.
Anche dopo che si fu stabilizzata la tipicità della razza, rimasero comunque poco comuni, infatti anche oggi, continuano ad essere quasi esclusivamente cani da lavoro.

## Aspetto
Testa e collo: La testa è piuttosto larga ed allungata. Il cranio un po' arrotondato, con  protuberanza occipitale leggermente marcata. Il muso è di lunghezza presso a poco pari a quella del cranio. Il solco frontale è marcato, con assenza di arcate sopraccigliari prominenti. Le labbra sono pronunciate e danno una forma quadrata al muso. Il tartufo è ben sviluppato, nero, bruno-arancione. I denti sono completi nel numero e nello sviluppo.
Il collo è diritto, abbastanza lungo, con una leggera giogaia.
Le orecchie sono attaccate leggermente sotto il livello della linea dell'occhio, flessibili, sottili, leggermente accartocciate e che arrivano a due dita dal principio del tartufo. Gli occhi si presentano  grandi, di color bruno scuro.
Corpo e coda: Il torace è largo con costole cerchiate. Il dorso è largo e rettilineo e il rene generalmente è convesso, detto ad arpa. Il ventre è pieno, e la groppa è rotonda e non abbassata. Le spalle sono oblique e ben muscolose, la coda è lunga.
Arti: Gli arti anteriori sono larghi e forti, i piedi cosiddetti “di lepre”. I posteriori presentano cosce molto muscolose, e garretti vicini al suolo, e leggermente piegati.
Pelo  e mantello: Il pelo è raso e fine.
I colori: I colori del manto sono: bianco-limone o bianco-arancio, a condizione che quest'ultimo colore non sia troppo scuro, o tendente al rosso.

## Stile di vita
Si tratta di un segugio da muta che ha bisogno di grandi spazi per correre.

## Patologie
Si può riscontrare in queste razze una certa fragilità nell'ossatura degli arti.

## Curiosità
La Federazione Internazionale ha riconosciuto solo recentemente i Segugi francesi, precisamente nel 1957.

## Andatura
L'andatura è abbastanza sciolta, con galoppo leggero e sostenuto